# Associazione Nazionalista Italiana
Associazione Italiana Nazionalista (ANI, Italská nacionalistická asociace) byla první italská nacionalistická politická strana založená v roce 1910 pod vlivem italských nacionalistů jako Enrico Corradini a Giovanni Papini. Při svém vzniku ANI podpořila repatriaci rakouských držav Italy obydlených území k Italskému království a byla ochotná podpořit válku s Rakousko-Uherskem, aby tak učinila. Strana měla polovojenskou organizaci s názvem Camicie Azzurre (modré košile). Autoritářské nacionalistické frakce ANI měly hlavní vliv na Národní fašistickou stranu Benita Mussoliniho vytvořenou v roce 1921, se kterou se sloučila v roce 1923. Její program sociálního zabezpečení byl výrazně ovlivněn papežskou encyklikou Rerum novarum a její hlavní ideolog Enrico Corradini přišel s pojmem ˝proletářský národ˝, používáný v popisu sociálně imperialistické politiky, která byla převzat fašisty